# Wettergott von Aleppo

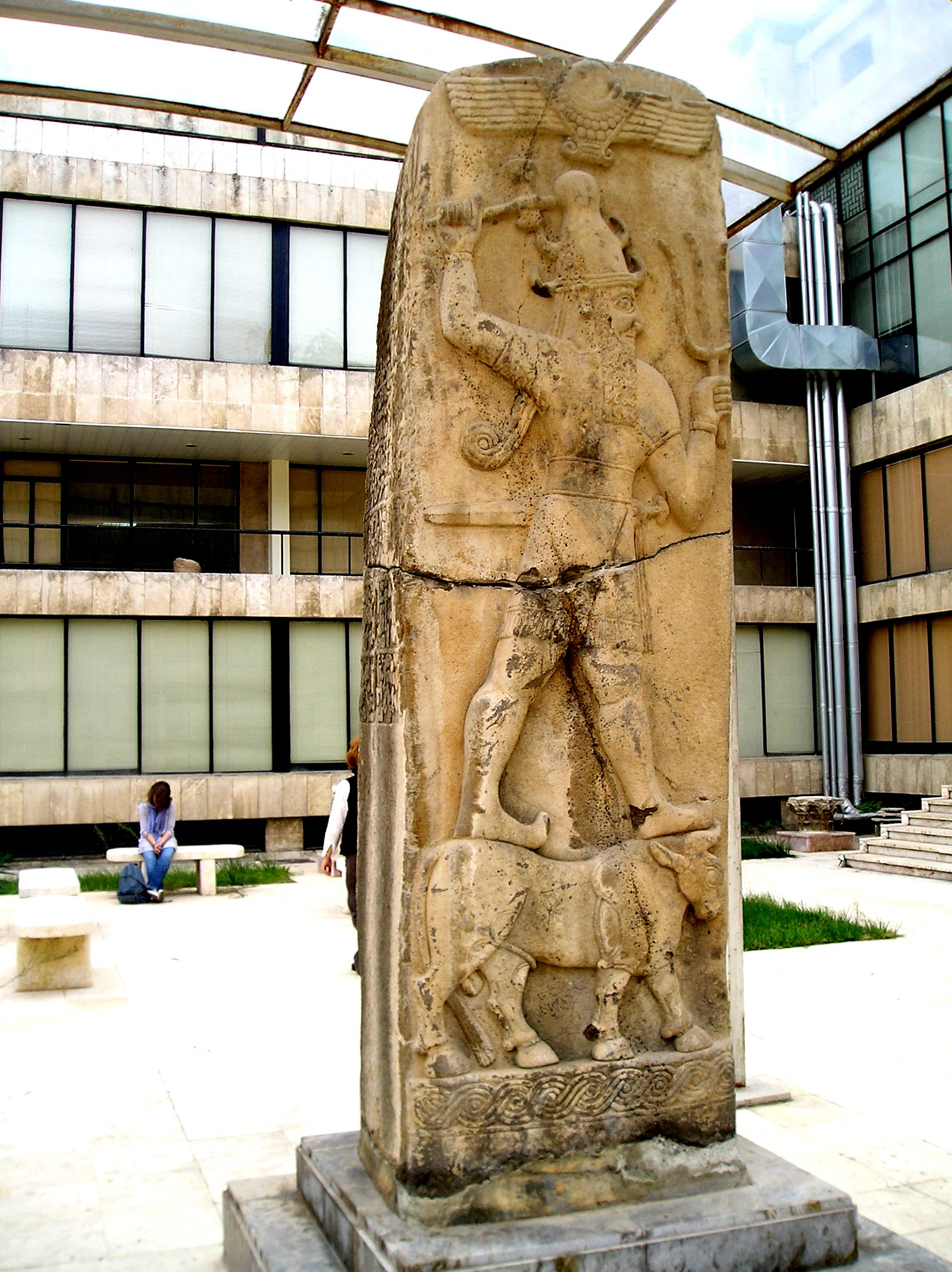
„Tarhunza von Halpa“, neohethitische Stele aus Tell Aḥmar, ca. 900 v. Chr.

Der Wettergott von Aleppo war einer der wichtigsten Gottheiten im Alten Orient, namentlich in Syrien. Sein Tempel befand sich auf der Zitadelle von Aleppo. Der Kult des ursprünglich lokalen Wettergottes von Aleppo (Ḫalab) verbreitete sich in der Bronzezeit weit über Syrien hinaus. Der Gott wurde von den verschiedenen Völkern, die im Laufe der Geschichte in Syrien lebten, unterschiedlich benannt. Sein einheimischer semitischer Name war Ḫaddu oder Ḫadad, die Assyrer nannten ihn Adad, in Ugarit hieß er Baˁlu Ḫalbi, bei den Hurritern Teššub Ḫalbaḫe, den Luwiern Halbawanni Tarhunza und während der Antike wurde er als Zeus oder Jupiter verehrt.

## Geschichtliche Entwicklung
Um die Mitte des 3. Jahrtausends v. Chr. wird in keilschriftlichen Texten aus Ebla erstmals der Gott „Ḫadda von Ḫalam“ genannt. Ihm opferten die Könige von Ebla zweimal jährlich und sie unterhielten auch seinen Tempel. Damals war er ein lokaler Gott, dessen Kult nur regional verbreitet war.
Gleichzeitig mit dem Aufstieg des Landes Yamḫad, dessen Hauptstadt Ḫalab war, gewann auch Ḫadad von Ḫalab an Einfluss in ganz Syrien und sein Orakel wurde über die Landesgrenzen hinaus bekannt. Zimri-Lim von Yamḫad ließ in Mari am Euphrat eine Statue des Gottes errichten. Ein Text aus Mari beschreibt die Statue des Wettergottes im Tempel von Ḫalab als sitzenden Mann mit einem kleineren Sonnengott auf den Knien. Zum Beutegut, das der hethitische König Ḫattušili I. von der eroberten syrischen Stadt Ḫaššu nach Ḫatti brachte, gehörte auch eine Statue des Wettergottes von Ḫalab.
Die in Syrien niedergelassenen Hurriter assimilierten den Wettergott von Ḫalab mit Teššub, der dadurch zum Mann der Göttin Ḫebat wurde, die den Hurritern bis anhin unbekannt war. Durch hurritische Vermittlung fanden dann der Wettergott von Ḫalab und Ḫebat Eingang ins hethitische Reichspantheon.
Nach 1200 v. Chr. verlor Ḫalab seine politische Stellung, blieb aber ein bedeutender Kultort. Inschriften der Könige der neohethitischen Staaten nennen öfters den Tarhunza von Halpa, den sie auf einem Stier stehend abbildeten, mit einer Axt in der rechten und einem Blitzbündel in der linken Hand. Auch der assyrische König Salmanassar III. opferte dem Adad von Ḫalab, als er 853 v. Chr. mit seinem Heer durch das Gebiet von Aleppo marschierte. Ein assyrischer Text zählt Adad von Ḫalab zu den sieben großen Wettergöttern.
Während der Antike entstand in Syrien der Kult des Jupiter Dolichenus, der anhand der Ikonographie als Form des Wettergottes von Aleppo identifiziert werden kann. Mit römischen Soldaten kam der Kult des auf einem Stier stehenden Wettergottes bis an den Rhein.
Der Kult lebte bis zur Christianisierung weiter, und der römische Kaiser Julian Apostata, der versuchte, die an Kraft verlierende antike Religion zu stärken, opferte ebenfalls dem Wettergott von Aleppo.

## Der Wettergotttempel in Aleppo
Der Tempel des Wettergottes auf der Zitadelle von Aleppo wird seit 1996 von syrischen und deutschen Archäologen untersucht; die Ausgrabungen wurden jedoch durch den syrischen Bürgerkrieg gestoppt. Die ältesten Überreste des frühbronzezeitlichen Tempels können in die Mitte des 3. Jahrtausends v. Chr. datiert werden.
Während der mittleren Bronzezeit unter den Königen von Yamḫad wurde der Tempel ausgebaut und erhielt eine riesige Cella, die rund 27 × 13 Meter maß, deren Dach aus Libanonzedern konstruiert war. Der Eingang befand sich im Süden. Unter der Mittani-Herrschaft wurden Renovationen vorgenommen. Der wohl zweistöckige Tempel brannte Ende des 14. Jh. v. Chr. bis auf den Grund nieder.
Der neue Tempel wurde in hethitischem Stil errichtet, mit einem Kultbild des Gottes. Die Orthostaten wurden mit Mischwesen, wie Stiermänner, Sphingen oder Fischmenschen, in syro-hethitischem Stil, versehen. Der Tempel war kleiner als sein Vorgängerbau und wurde in der Achse neu ausgerichtet und den hethitischen religiösen Vorstellungen angepasst. Auch dieser Tempel brannte nieder.
Im 11. Jahrhundert v. Chr. ließ König Taita von Palistin den Tempel neu aufbauen, wobei Orthostate vom alten Tempel wiederverwendet wurden. Taita ließ ein Bild von sich neben dem des Wettergottes aufstellen und brachte eine längere luwische Inschrift an. Dieser Tempel wurde um 900 v. Chr. renoviert und mit Reliefs von weiteren Gottheiten versehen, darunter der „Wettergott der Keule“, Runtiya, und die geflügelte Šauška mit einer Axt. Doch bevor die Bauarbeiten beendet werden konnten, wurde der Tempel von einem Feuer zerstört und aufgelassen.
Der neue Tempel der aramäischen Zeit und die späteren wurden bis anhin nicht gefunden und wurden vermutlich von den Bauten der Ayyubiden überdeckt.